# Cephalocereus
Cephalocereus is een geslacht van harige, fallusvormige, langzaam groeiende cactussen van nature voorkomen in Zuid-Mexico. De naam Cephalocereus is afgeleid van het Griekse kephalè ("hoofd") en het Latijnse cereus ("waskaars").
Het geslacht bevatte oorspronkelijk zo'n vijftig soorten, maar de meeste soorten worden nu gerekend tot andere geslachten (voornamelijk Pilocereus). Er worden nog vijf soorten tot dit geslacht gerekend:
- Cephalocereus apicicephalium
- Cephalocereus columna-trajani
- Cephalocereus nizandensis
- Cephalocereus senilis
- Cephalocereus totolapensis

De bekendste soort, Cephalocereus senilis (Grijsaardcactus of Grijsbaard), is populair als kamerplant en kan in het wild tot 15 meter hoog worden. Pilosocereus royenii (vroeger geclassificeerd als Cephalocereus royenii of Cephalocereus nobilis) wordt ook wel Dildocactus genoemd en was mogelijk de oorsprong van het woord "dildo".